# گورا پوواوسکا
گورا پوواوسکا (به لاتین: Góra Puławska) یک روستا در لهستان است که در گمینا پوواوه واقع شده‌است. گورا پوواوسکا ۲٬۰۹۸ نفر جمعیت دارد.